# Большой Утрас
Большой Утрас (Утрас) — река в Нижегородской и Костромской областях России, протекает по территории Ветлужского и Шарьинского районов, соответственно. Устье реки находится в 483 км по правому берегу реки Ветлуги. Длина реки составляет 36 км, площадь водосборного бассейна — 359 км².
Большой Утрас (в верхнем течении называется Утрас) берёт исток на территории Нижегородской области в 11 км к северо-востоку от посёлка имени Калинина, но течёт по Нижегородской области только километр, затем перетекает на территорию Костромской. Генеральное направление течения — северо-восток, перед устьем поворачивает на юго-восток. Всё течение реки проходит по ненаселённому заболоченному лесному массиву.

## Данные водного реестра
По данным государственного водного реестра России относится к Верхневолжскому бассейновому округу, водохозяйственный участок реки — Ветлуга от истока до города Ветлуга, речной подбассейн реки — Волга от впадения Оки до Куйбышевского водохранилища (без бассейна Суры). Речной бассейн реки — (Верхняя) Волга до Куйбышевского водохранилища (без бассейна Оки).
По данным геоинформационной системы водохозяйственного районирования территории РФ, подготовленной Федеральным агентством водных ресурсов:
- Код водного объекта в государственном водном реестре — 08010400112110000041844
- Код по гидрологической изученности (ГИ) — 110004184
- Код бассейна — 08.01.04.001
- Номер тома по ГИ — 10
- Выпуск по ГИ — 0

### Притоки (км от устья)
- 0,4 км: река Малый Утрас (пр)
- 6,1 км: река Кербаш (лв)
- 10 км: река Чащовка (пр)
- река Каменка (лв)